# ساؤول بلانكو
ساؤول بلانكو (بالإسبانية: Saúl Blanco) مواليد 15 مايو 1985 في أوفييدو، هو لاعب كرة سلة محترف إسباني بدأ مسيرته الاحترافية في سنة 2003 يلعب في الدوري الإسباني لكرة السلة ويحمل الرقم 21.

## إحصائيات المسيرة
| السنة   | الفريق           | لعب | بدأ | دقيقة | ميداني% | ثلاثية | حرة  | ارتداد | صنع | استلاب | تصدي | نقطة | أداء |
| ------- | ---------------- | --- | --- | ----- | ------- | ------ | ---- | ------ | --- | ------ | ---- | ---- | ---- |
| 2009–10 | بالونكيستو مالقا | 9   | 2   | 14.9  | .414    | .500   | .833 | 1.3    | .6  | .4     | .0   | 4.6  | 5.0  |
| المسيرة |                  | 29  | 9   | 17.0  | .406    | .382   | .917 | 2.0    | .6  | .7     | .1   | 5.9  | 5.8  |

## روابط خارجية
- ساؤول بلانكو على موقع الاتحاد الدولي لكرة السلة (الإنجليزية)
- ساؤول بلانكو على موقع الدوري الأوروبي لكرة السلة (الإنجليزية)
- ساؤول بلانكو على موقع الدوري الإسباني لكرة السلة (الإسبانية)
- ساؤول بلانكو على موقع كرة السلة الأوروبية.كوم (الإنجليزية)
- ساؤول بلانكو على موقع ريلجم (الإنجليزية)
- ساؤول بلانكو على موقع بروبوليرز (الإنجليزية)
- ساؤول بلانكو على موقع سبورتس رفرنس (الإنجليزية)